# Оман на Олимпийских играх
Оман принимал участие в 9 летних Олимпийских играх. Дебютировали на летних Олимпийских играх в Лос-Анджелесе. С тех пор спортсмены Омана участвовали во всех летних Играх. В зимних Олимпийских играх Оман не участвовал. Спортсмены этой страны никогда не завоёвывали Олимпийских медалей.